# Аксотомический сурьмяный блеск
Аксотоми́ческий сурьмя́ный блеск (англ. axotomous antimony glance, нем. axotomer antimon-glanz) — частично устаревшее, ныне тривиальное название, под которым в минералогии и минераграфии было известно, как минимум, два родственных минерала из подкласса сульфосолей (сложных сульфидов),:16 содержащих сурьму, свинец и серу. Причём, все три слова в названии имели содержальное значение с терминологической точки зрения.
Аксотомический (англ. axotom, нем. axotomatisch) — означало наличие у минерала так называемого клива́жа (англ. cleavage), точнее говоря, весьма совершенной спайности в определённом направлении, дающей плоскость лёгкого раскола.:10
Сурьмяный — означало, что минерал содержит существенное количество сурьмы и представляет рудный интерес как природный минеральный антимонит (стибнит) одного или нескольких металлов.
Блеск — означал не просто присутствие металлического глянца (блеска) на поверхности минерала, но, прежде всего, был вполне определённым научным термином, устанавливающим принадлежность к обширной морфологической группе рудных минералов, так называемых блесков.

## Толкования и версии
В авторитетном «Трактате по минералогии» 1826 года, называемом также «Естественной историей минерального царства» Фридрих Моос приводил для аксотомического сурьмяного блеска только два минералогических синонима: призматический сурьмяный блеск (англ. Prismatoidal Antimony-Glance) или серая сурьма (англ. Grey Antimony, с пометкой: «частично»),:26 поскольку под последним названием, включая также более длинный вариант серая сурьмяная руда, нередко имелись в виду также другие руды, прежде всего, главный промышленный минерал сурьмы — стибнит (антимонит).:311
В качестве основной кристаллической формы для сурьмяного блеска Моос указывал разностороннюю четырёхгранную пирамиду, а её спайность, вне сомнений, была определена как весьма совершенная, то есть, — аксотомическая (по основному определению минерала).:26 Химическая формула минерала не была приведена, а в послесловии к описанию минерала Моос отмечал, что о пропорциях отдельных компонентов данного минерального вида «пока ничего не известно», кроме того, что он содержит в своём составе серу, сурьму и свинец: «аксотомический сурьмяный блеск, по-видимому, является редким минералом или, по крайней мере, минералогами изучен недостаточно. В Корнуолле встречаются массы значительных размеров, иногда вместе с дипризматическим медным блеском».:27
Десятью годами позднее Джеймс Дана в своей новой системе минералогии вернулся к вопросу о составе и свойствах этого минерала, называя его уже джемсонитом или аксотомическим сурьмяным блеском. Среди свойств минерала Джеймс Дана особо отмечает типовую качественную реакцию на определение состава: «перед паяльной трубкой в открытой пробирке выделяется густой белый дым оксида сурьмы». Указав подробный процентный состав содержания в минерале отдельных элементов (по Генриху Розе), тем не менее, он не приводит формулы, заметив, что джемсонит «встречается в основном в Корнуолле, в ассоциации с кварцем и мельчайшими кристаллами бурнонита».:420-421
В 1856 английский минералог Джеймс Теннант в своём фундаментальном справочнике «Минералогия и кристаллография», фактически подытожившем развитие науки до середины XIX века, даёт только один (главный) синоним минерала джемсонита — аксотомический сурьмяный блеск (англ. axotomous antimony glance), снабжая его химической формулой 3PbS + 2SbS3, prismatic и кратким перечислением минераграфических и кристаллографических свойств. В конце следует короткое пояснение из области аналитической химии: «<джемсонит> разлагается тёплой соляной кислотой с образованием свинца», а также важное уточнение: «иногда встречается с бурнонитом».:501
Бюллетень Национального музея США в 1886 году опубликовал минераграфический справочник названий минералов на трёх основных языках, в котором джемсонит был обозначен как основное имя минерала, а корпус синонимов включал в себя сурьмянистый сульфид меди (фр. Antimoine sulfure cuprifere), аксотомический сурьмяный блеск (в форме нем. axotomer antimon-glanz) со ссылкой на Мооса, а также пфаффит и классический вариант старого названия (англ. axotomous antimony-glance) как вариант, введённый Робертом Джемсоном.:86

## Основные минералы
- Бурнонит[1] (англ. Bournonite,[7]:285 также бертонит, вольхит, дистомовый блеск или колёсная руда)[8] — минерал подкласса сложных сульфидов, по составу сульфоантимонид меди-свинца с расчётной формулой CuPbSbS3.
- Джемсонит[9]:24 (англ. Jamesonite,[10]:501 также домингит, комучит, люмпен-эрц,[1] пфаффит или перистая руда)[11] — минерал подкласса сложных ленточных сульфидов, по составу сульфоантимонид железа-свинца с расчётной формулой Pb4FeSb6S14.

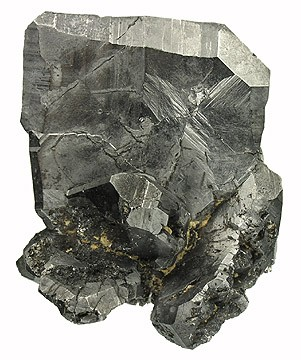
Бурнонит
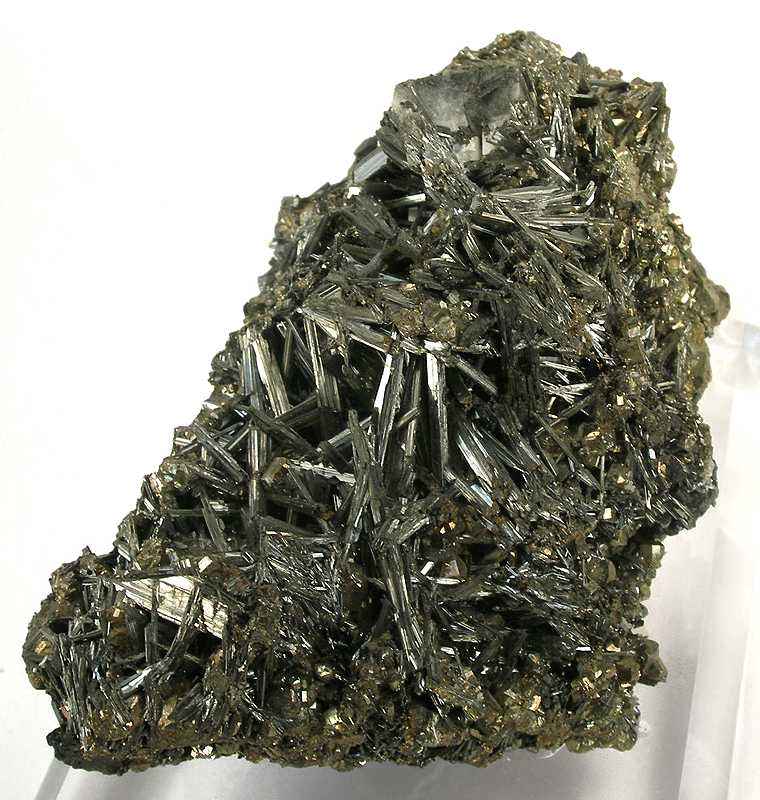
Джемсонит